# Cladocolea
Cladocolea là một chi thực vật với khoảng 41 loài trong họ Loranthaceae. 

## Các loài điển hình
- Cladocolea alternifolia 	(Eichler) Kuijt
- Cladocolea andrieuxii Tiegh.
- Cladocolea apiculata 	Kuijt
- Cladocolea archeri 	(A.C.Sm.) Kuijt
- Cladocolea biflora 	Kuijt